# Majarekoppa (R.C), Basavana Bagevadi
Majarekoppa (R.C) là một làng thuộc tehsil Basavana Bagevadi, huyện Bijapur, bang Karnataka, Ấn Độ.